# Julius Hibbert
Dr Julius M. Hibbert – postać w serialu animowanym Simpsonowie. Głosu postaci od pierwszego pojawienia się jej w odcinku "Bart the Daredevil" użycza Harry Shearer. Dr Hibbert jest najwyżej cenionym lekarzem w Springfield, mimo że często każe sobie słono płacić za świadczoną pomoc lekarską. Jest bardzo pogodnego usposobienia, a stałym elementem scenariusza serialu jest jego umiejętność znalezienia powodu do śmiechu w praktycznie każdej sytuacji.

## Osobowość
Dr Hibbert jest (zazwyczaj) troskliwym lekarzem rodzinnym Simpsonów. Ukończył prestiżową Johns Hopkins University School of Medicine, z wysokim ilorazem inteligencji (155 punktów) jest członkiem Mensy. Jest jednym z kilku regularnie pojawiających się w serialu Afroamerykanów. Hibbert i jego rodzina są przedstawieni jako znacznie mniej dysfunkcyjni niż reszta postaci w serialu, aczkolwiek dr Hibbert odznacza się dziwnym usposobieniem, każącym mu chichotać w nieodpowiednich chwilach. Niekiedy podaje też wątpliwe rozwiązania problemów medycznych. Przykładowo, gdy Maggie uratowała Homera przed utonięciem, przypisał to znanemu medycynie fenomenowi nadludzkiej siły pojawiającej się u dzieci ratujących rodziców przed niebezpieczeństwem. Podobnie nie zaskoczył go przypadek wybuchu nerek Abrahama Simpsona.
W serialu pojawiają się wskazówki każące przypuszczać, że doktorowi Hibbertowi nieobce są wątpliwe moralnie praktyki lekarskie. Gdy Marge proponuje mu kupno domu, oferuje zapłatę czarnorynkowymi receptami. Kiedy indziej, gdy Marge Simpson ku swojemu początkowemu zmartwieniu dowiaduje się o trzeciej ciąży, dr Hibbert informuje ją, że zdrowe dziecko na czarnym rynku warte jest $60,000. Gdy Marge reaguje zdziwieniem, odpowiada jej, że to był "tylko test" i gdyby zareagowała inaczej, poszłaby do więzienia. W innym miejscu serialu zasugerowano, że w istocie nie ma prawa do wykonywania zawodu.
Dr Hibbert wydaje się być uczciwy i dobroduszny, jednak istnieją przesłanki, że w głębi serca jest bardzo wyrachowany. W odcinku "Homer's Triple Bypass" Hibbert informuje Homera, że jego operacja będzie kosztować $30,000. Gdy Homer po usłyszeniu tej wiadomości dostaje zawału, doktor zmienia cenę na $40,000, ponieważ, jak mówi, serce Homera wymaga teraz poczwórnego bypassu. W "Bye Bye Nerdie", gdy Homer skutecznie chroni dzieci w Springfield przed wszelkimi wypadkami, Hibbert narzeka, że z tego powodu jego dochody spadły. Jest zadeklarowanym republikaninem i uczęszcza na spotkania republikanów Springfield, tak jak pan Burns czy Rainier Wolfcastle. Hibbert nie stroni od futrzanych płaszczy, deklarując, że o ile samo futro nie jest morderstwem, "płacenie za nie na pewno jest!".
Hibbert często pokazywany jest w retrospekcjach (np. przy okazji urodzin Lisy lub wybryków małego Barta), i za każdym razem ma inną fryzurę (afro, dready, irokez w stylu Mr. T).

## Rodzina
Dr Hibbert jest żonaty, i razem z żoną Bernice mają przynajmniej trójkę dzieci, dwóch chłopców i dziewczynkę. Gdy w serialu pokazywana jest cała rodzina Hibbertów, widoczne są nawiązania do The Cosby Show. Bernice jest okazjonalną alkoholiczką; w "Homer vs. the Eighteenth Amendment" mdleje, dowiedziawszy się o przywróceniu prohibicji w Springfield.
Możliwe, że Hibbert i Murphy Krwawiące Dziąsła są długo rozdzielonymi braćmi: Hibbert mówił, że ma dawno niewidzianego brata, który jest muzykiem jazzowym, a Murphy – że jego dawno niewidziany brat jest lekarzem, śmiejącym się w nieodpowiednich momentach. Z jakiegoś powodu nikt z postaci w serialu nie powiązał tych dwóch faktów. Po tym jak Murphy zmarł nie wyjaśniono, czy on i Hibbert faktycznie byli braćmi. Hibbert jest też niezwykle podobny do dyrektora sierocińca w Shelbyville, który z kolei zwierzył się Homerowi z planów odszukania dawno nie widzianego brata bliźniaka, ku zupełnej obojętności Homera.
Doktor Hibbert miał psa o imieniu Rosa Barks (aluzja do działaczki na rzecz praw obywatelskich Rosy Parks). W jednym z odcinków pies Simpsonów, Pomocnik Świętego Mikołaja i Rosa Barks mają szczeniaki, a niezadowolony Hibbert oddaje je Bartowi i Lisie, którzy z kolei rozdali je mieszkańcom Springfield, m.in. Krusty'emu, Snake'owi i woźnemu Willie.

## Postać w serialu
Dr Hibbert początkowo miał być żeńską postacią w serialu, o imieniu Julia Hibbert w nawiązaniu do Julii Sweeney. Gdy telewizja Fox przeniosła emisję Simpsonów na czwartek, gdzie konkurował z The Cosby Show telewizji NBC, twórcy serialu zmienili postać tak, by była parodystycznym przedstawieniem bohatera The Cosby Show, Cliffa Huxtable. Hibbert tak jak Dr Huxtable jest w posiadaniu licznych i raczej brzydkich swetrów.

## Dr Hibbert a dr Nick
W żartobliwej analizie przedstawionej na łamach Canadian Medical Association Journal dr Hibbert został przeciwstawiony doktorowi Nickowi Rivierze, znachorowi często wybieranemu przez Simpsonów jako alternatywna pomoc medyczna. Dr Hibbert jest chwalony za poczucie humoru i wysoką jakość usług medycznych, jednak to dr Nick został uznany za lepszy wzór do naśladowania przez lekarzy, gdyż Hibbert ma paternalistyczne podejście do pacjentów i trwoni środki, a dr Nick dąży do obniżenia kosztów i robi wszystko, by koroner nie był potrzebny.